# Rotspottdrossel

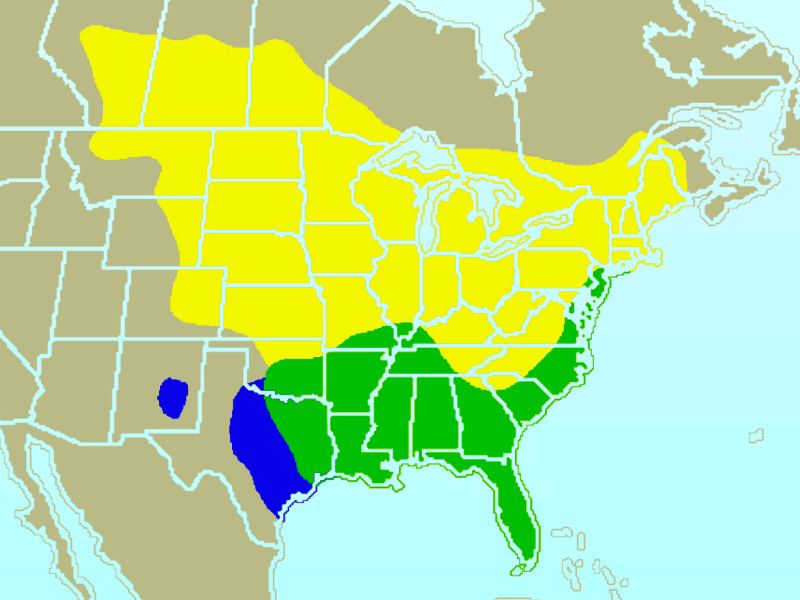
Verbreitungsgebiet. Im gelben Gebiet hält sich die Rotspottdrossel nur im Sommer auf, im blauen nur im Winter. Das grüne Gebiet bewohnt sie ganzjährig.

Die Rotspottdrossel oder Rotrücken-Spottdrossel (Toxostoma rufum) ist ein nordamerikanischer Singvogel.

## Merkmale
Die 29 cm lange Rotspottdrossel ist oberseits rotbraun gefärbt, unterseits weiß mit braunen Streifen. Kennzeichnend sind weiters zwei weiße Flügelbinden und der lange Schwanz dessen äußere Steuerfedern fein weiß gerandete Außenfahnen aufweisen. Der lange Schnabel ist etwas nach unten gebogen. Die Geschlechter sind feldornithologisch nicht voneinander unterscheidbar.

## Vorkommen
Die Rotspottdrossel lebt in Südkanada und den zentralen und östlichen USA in Waldregionen, Gebüsch, Hecken und Gärten. Die nördlichen Populationen ziehen im Winter nach Süden.

## Verhalten
Der scheue Vogel sucht am Boden unter Blättern nach Insekten, Regenwürmern und manchmal auch Eidechsen. Nüsse, Samen und Beeren ergänzen den Speiseplan.

## Fortpflanzung
In einem Schalennest aus Zweigen, mit feinerem Pflanzenmaterial ausgekleidet, in Gestrüpp oder dichtem Unterwuchs bebrüten beide Elternvögel abwechselnd zwei bis sechs Eier rund zwei Wochen lang. Mit nur neun Tagen werden die Jungvögel flügge. Die Vögel verteidigen ihre Nester aggressiv und greifen auch Hunde und Menschen an, manchmal sogar so heftig, dass Blut fließt.
Die Rotrücken-Spottdrossel brütet gewöhnlich zwei-, selten auch dreimal im Jahr.

## Sonstiges
Die Rotspottdrossel ist der offizielle Staatsvogel von Georgia und der Namensgeber der Atlanta Thrashers, des Clubs in der National Hockey League aus Atlanta.